# Legio VI Victrix

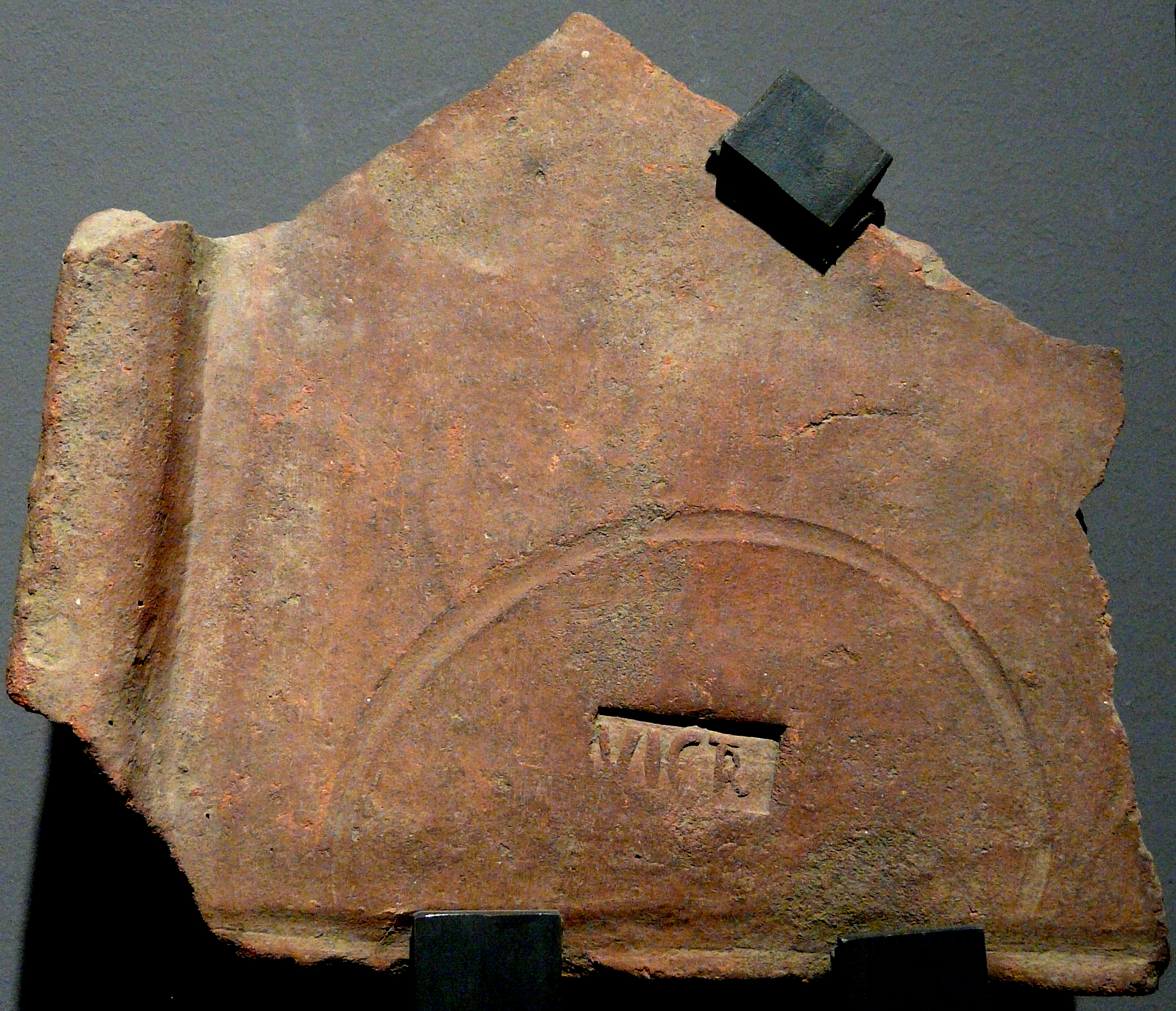
Gestempelter Dachziegel der (legio VI) VICTR(ix) aus Novaesium, Clemens Sels Museum Neuss

Die Legio VI Victrix (die siegreiche 6. Legion) war eine Legion der römischen Armee, die 41 v. Chr. von Octavian ausgehoben wurde und bis ins frühe 5. Jahrhundert bestand. Das Legionsemblem war vermutlich ein Stier.

## Geschichte der Legion

### Julisch-claudische Dynastie

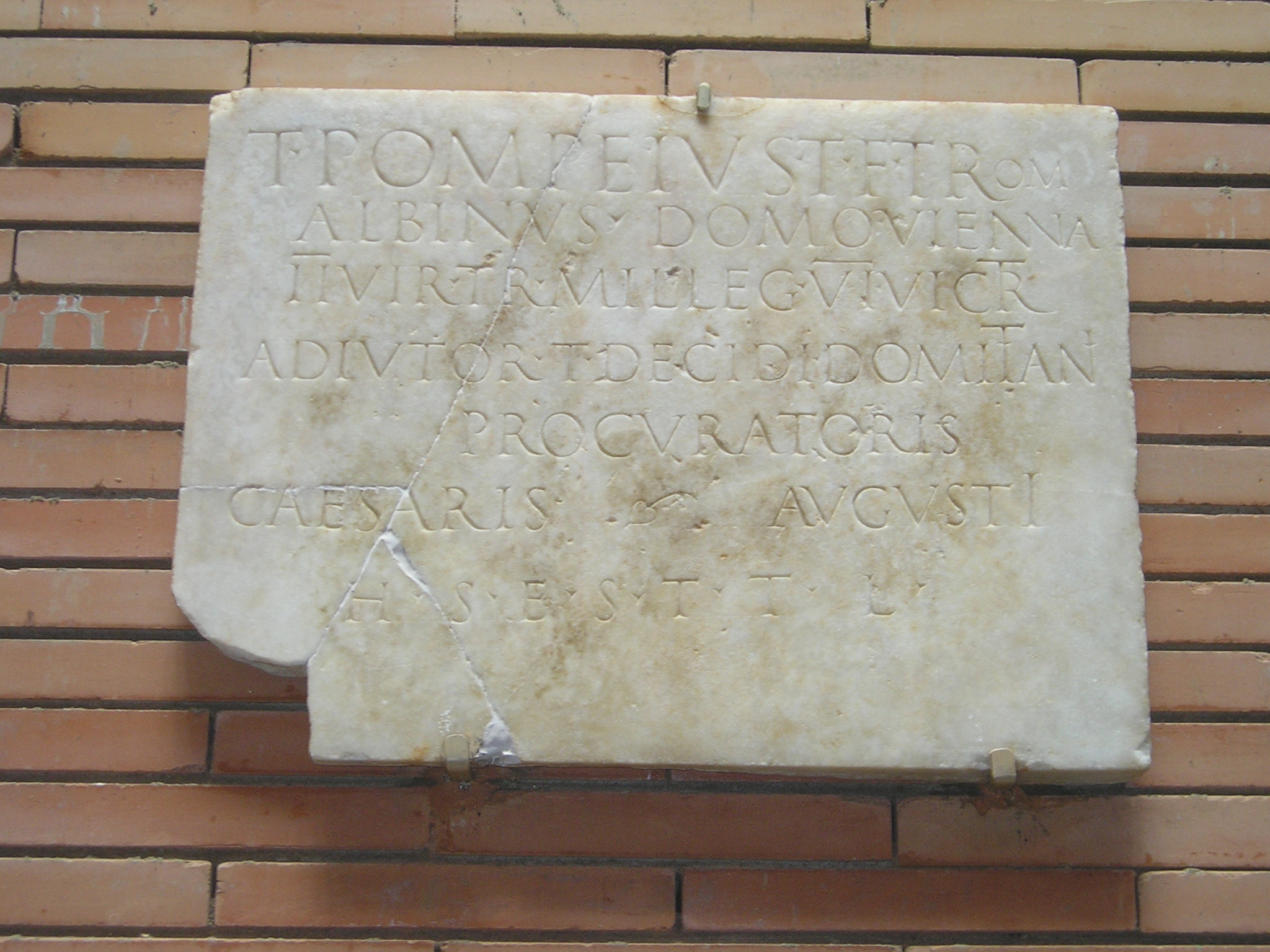
Grabstein des Tribunus militum Titus Pompeius Albinus aus Emerita Augusta (Mérida, Spanien)

Sie war eine Kopie der Legio VI Ferrata die unter Marcus Antonius diente und bestand wohl zum Teil aus Veteranen dieser Legion, die zum Teil die Traditionen der cäsarischen Ferrata aufrechterhielten. Die VI Victrix hatte ihren ersten Einsatz im gleichen Jahr in Perusia, kämpfte auch in Sizilien gegen Sextus Pompeius, der von dort aus die Getreideversorgung Roms störte. 31 v. Chr. stand sie in der Schlacht bei Actium gegen Marcus Antonius. Im folgenden Jahr wurde sie in Hispania Tarraconensis stationiert, wo sie an Augustus’ Kantabrischen Krieg gegen die Kantabrer teilnahm, der von 29 v. Chr. bis 19 v. Chr. dauerte.
Die Legionen VI Victrix und X Gemina waren zunächst gemeinsam in einem unbekannten Lager in Asturien stationiert. Später wurde die VI Victrix vermutlich nach León verlegt, während die X Gemina in Petavonium (Rosinos de Vidriales) stationiert wurde. Veteranen der IIII Macedonica, VI Victrix und der X Gemina waren um 15 v. Chr. unter den ersten Siedlern in der Colonia Caesaraugusta (Saragossa). Zu dieser Zeit wurden die Legionen zu umfangreichen Straßen- und Brückenbaumaßnahmen an der Via Augusta eingesetzt. Die Legion blieb fast ein Jahrhundert in Spanien, wobei sie den Beinamen Hispaniensis erhielt. Der Name Victrix datiert aus der Zeit Neros.

### Vierkaiserjahr und Flavische Dynastie

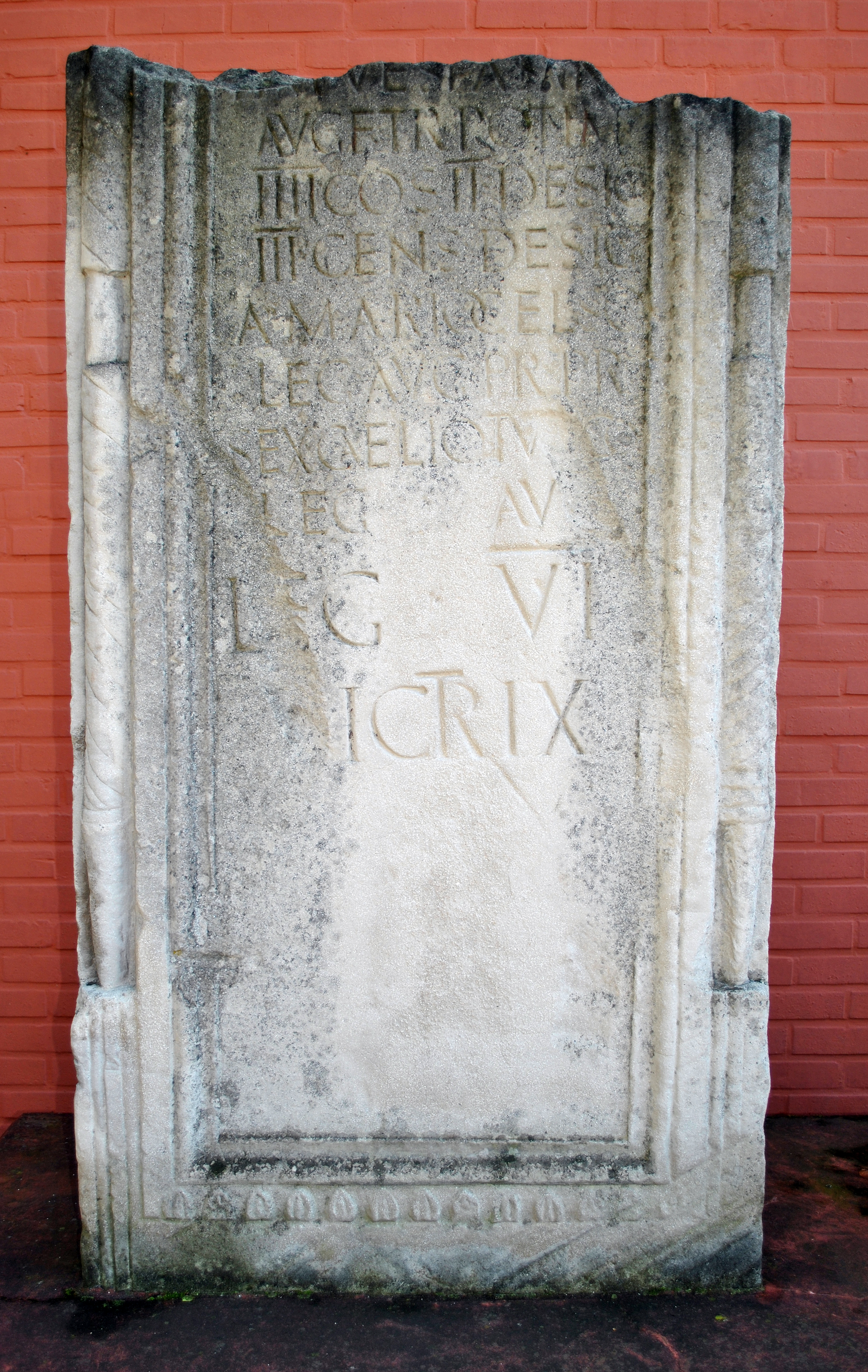
Ehreninschrift des Sextus Caelius Tuscus, Legatus der Legio VI Victrix, bei Vetera II (Xanten)

Bis zum Jahr 68 waren bis auf die Legio VI Victrix nach und nach alle Legionen aus Spanien abgezogen worden. Galba, der Statthalter von Tarraconensis, schloss sich 68 dem Aufstand des Gaius Iulius Vindex gegen Nero an und ließ sich am 3. April 68 in Carthago Nova von der Legion und den Provinzialen zum Kaiser ausrufen. Als Galba mit der neu ausgehobenen Legio VII Galbiana nach Rom marschierte, blieb die VI Victrix in Spanien, ohne in die Kämpfe des Vierkaiserjahres einzugreifen. Von Vespasian wurde die VI. im Jahr 70 an den Rhein verlegt, um den Bataveraufstand niederzukämpfen. Nach anfänglichen Erfolgen der Bataver unter ihrem von den Römern übergelaufenen Anführer Iulius Civilis wurde der Aufstand von Quintus Petillius Cerialis bis zum Herbst des Jahres 70 niedergeschlagen. Die entscheidende Schlacht bei Xanten im Juli 70 dauerte zwei Tage. Nach dem Feldzug wurde die Legion nach Novaesium (Neuss) verlegt. Bereits 70 n. Chr. wurde das im Laufe des Krieges zerstörte Lager an gleicher Stelle von der Legion in Steinbauweise (Lager G3) neu errichtet.
Im Jahr 89 revoltierte der Lucius Antonius Saturninus, der Statthalter der Germania superior, gegen Domitian. Die niedergermanischen Legionen (I Minervia, VI Victrix, X Gemina, XXII Primigenia) marschierten nach Mogontiacum (Mainz) und schlugen den Saturninusaufstand nieder. Zum Dank verlieh Domitian den Legionen den Titel Pia Fidelis Domitiana („dem Domitian pflichtbewusst und treu“). Nach Domitians Tod und dessen „damnatio memoriae“ 96 n. Chr. wurde der Namenszusatz Domitiana gestrichen.
In Aquae Granni (Aachen) wurden die Büchelthermen von der Legio VI Victrix in Stein ausgebaut. Hinzu kam eine Wasserleitung, die bis nach Burtscheid führt. Die Leitung wurde mit Ziegeln abgedeckt, deren Ziegelstempel VI VIC P F auf die Legion hinweisen.

### Adoptivkaiser und Antoninische Dynastie
Seit 99 wurden Vexillationen nach Vetera II verlegt, das die Legio XXII Primigenia einige Jahre vorher verlassen hatte. Sie waren maßgeblich am Aufbau der Colonia Ulpia Traiana, sowie dem Bau des Aquädukts zur Versorgung der Stadt Aachen, beteiligt. Im Jahr 103 wurde das Lager Novaesium aufgelassen und die ganze Legion in das strategisch günstigere Vetera verlegt. Vexillationen waren um 100 n. Chr. bei Brohl in der Eifel stationiert, um in den Tuffsteinbrüchen das benötigte Baumaterial zu schlagen. Eine Vexillation der VI Victrix, I Minervia und X Gemina nahm an Trajans Dakerkriegen (101/102 und 105/106) teil.

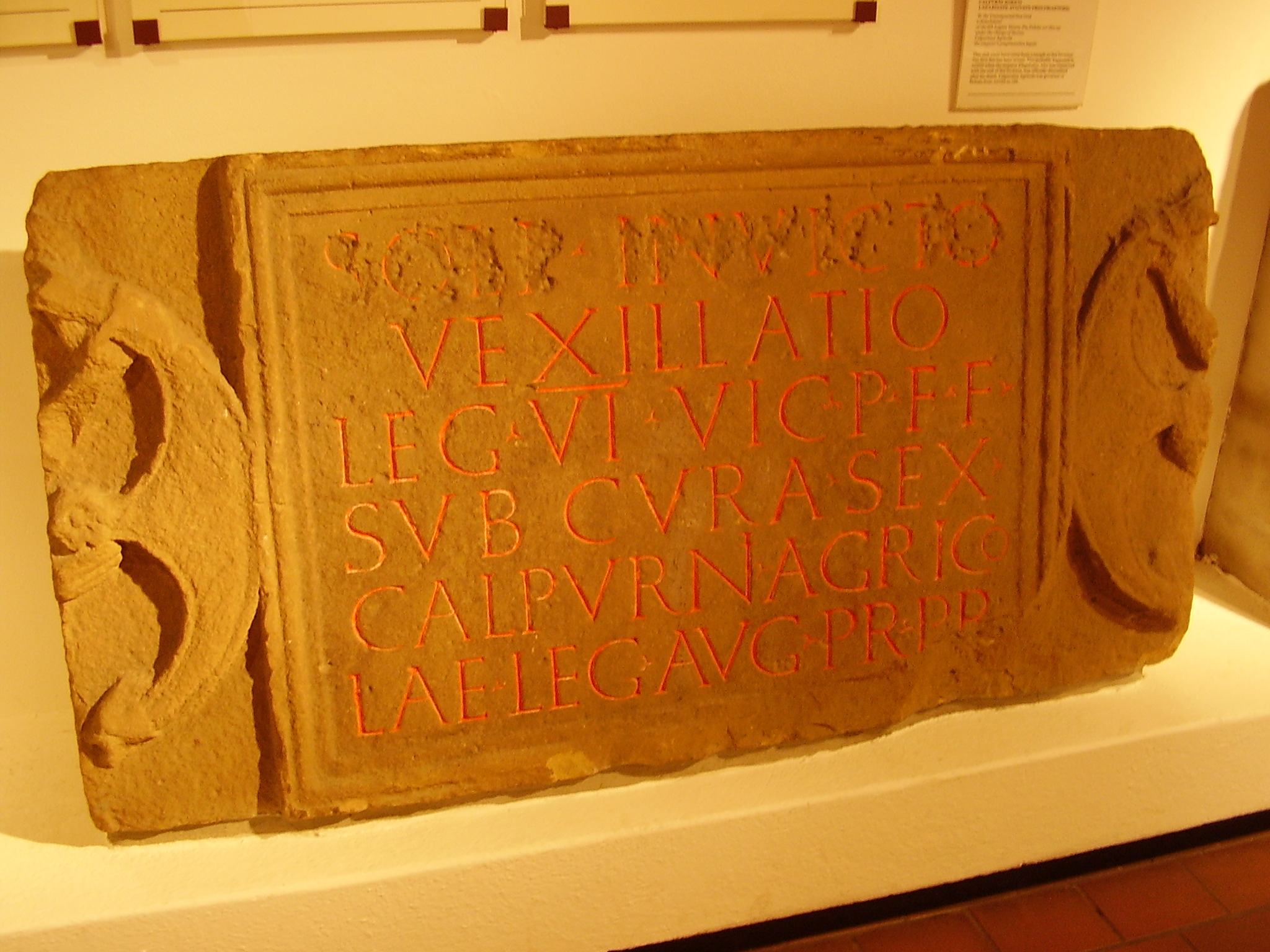
SOLI INVICTO VEXILLATIO LEG VI VIC P F F SVB CVRA SEX CALPVRNI AGRICO LAE LEG AVG PR PR „Dem unbesiegbaren Sonnengott (Mithras) von einer Vexillation der Legio VI Victrix Pia Fidelis errichtet auf Weisung des Statthalters Sextus Calpurnius Agricola“ aus Coriosopitum (Corbridge, Northumberland)

Um 121 wurde die Legion in Vetera von der Legio XXX Ulpia Victrix abgelöst und nach Britannien verlegt. Das Hauptlager war Eboracum (York). Seit 122 wurden Vexillationen beim Bau des Hadrianswalls eingesetzt. Ihr „Bauabschnitt“ umfasste den Bereich zwischen Newcastle upon Tyne und Carlisle. Zwischen 139 und 142 waren Vexillationen mit dem Bau des Antoninuswalls zwischen Edinburgh und Glasgow betraut. Das Baumaterial wurde von den Legionären in den nahegelegenen Steinbrüchen bei Coombe Crag, Lodge Crag und Haltwhistle Burn gewonnen. Zwischen 155 und 158 brachen im Norden Britanniens so schwere Unruhen aus, dass die dortigen Legionen mit Ersatz aus Germania inferior und Germania superior aufgestockt werden mussten. Seit 158 war die Legion mit dem Wiederaufbau des Hadrianswalls beschäftigt, um den Rückzug vom Antoninuswall vorzubereiten. Um 165 wurde Pertinax, der spätere Kaiser, Tribun der Legion. In der Zeit zwischen 175 und 190, Jahrzehnte nachdem der Antoninuswall aufgegeben wurde, waren Vexillationen der Legio VI Victrix zumindest zeitweilig im Kastell Castlecary als Vorposten stationiert. Im späten 2. Jahrhundert war eine Vexillation in Coriosopitum (Corbridge, Northumberland) stationiert.
Lucius Artorius Castus, den manche mit König Artus identifizieren, war zwischen 180 und 230 Praefectus der Legio VI Victrix. Er führte vermutlich im ausgehenden 2. Jahrhundert eine Vexillation der drei britischen Legionen (Legio II Augusta, VI Victrix, Legio XX Valeria Victrix) gegen Rebellen in der Bretagne.

### Zweites Vierkaiserjahr und Severer
196 setzte der britannische Statthalter Clodius Albinus mit seinen Legionen nach Gallien über und ließ sich von den Legionen zum Kaiser ausrufen. Er wurde jedoch vom Statthalter Oberpannoniens, Septimius Severus, am 19. Februar 197 in der Schlacht bei Lugdunum (Lyon) vernichtend geschlagen. Wie Stempeleinschläge auf Bleibarren (Antiker Bleibergbau) nahelegen, wurden die besiegten Truppen des Clodius Albinus (Legio VI Victrix, Legio XX Valeria Victrix) beim Abbau der Bleivorkommen in Britannien eingesetzt. Die Abwesenheit eines Großteils der römischen Truppen war in der Zwischenzeit von den nördlichen Stämmen ausgenutzt worden um in Britannien einzufallen und ungestraft zu plündern. Die inzwischen zurückgekehrte  VI Victrix eroberte Eboracum jedoch bald wieder zurück, baute die Stadt neu auf und setzte den Hadrianswall wieder instand. Zu dieser Zeit erhielt die Legion den Ehrentitel fidelis constans (treu und standhaft). Die langandauernden und verlustreichen Strafexpeditionen der britischen Legionen in den Norden hatten aber nur geringen Erfolg, sodass Kaiser Septimius Severus 208 persönlich mit einer Armee in Britannien landete, um Caledonia (das heutige Schottland) ein für alle Mal zu unterwerfen. Die Legio II Augusta und Legio VI Victrix wurden zu diesem Zweck in das große Legionslager von Carpow am Tay verlegt. In diesem Krieg erwarb sich die Legion den Titel Britannica. Um das Jahr 213 wurde der Legat der VI Victrix zum Statthalter der neugeschaffenen Provinz Britannia inferior befördert.

### Soldatenkaiser und Spätantike
Auch im 3. Jahrhundert blieb Eboracum das Hauptlager der Legion. Vexillationen der britannischen Legionen wurden in den 260er Jahren auch in Pannonien an der Donau eingesetzt. Von 260 bis 274 gehörte Britannien zum Gallischen Sonderreich und wurde von 286 bis 297 unter Carausius und Allectus einige Zeit von Rom unabhängig.
Carausius ließ Münzen zu Ehren aller Legionen prägen, die ihn auf seinem Feldzug in Gallien begleiteten. Die Legio VI Victrix blieb zur Grenzsicherung im Norden Britanniens und war an diesem Feldzug nicht beteiligt. Sie ist daher auf den Münzen nicht vertreten. Daraus entstand die Sage, die Legion hätte gegen Carausius opponiert. Tatsächlich wurde Carausius auch im Norden anerkannt. Nach anderer Meinung zögerte die Legion und trat erst später auf Carausius’ Seite.

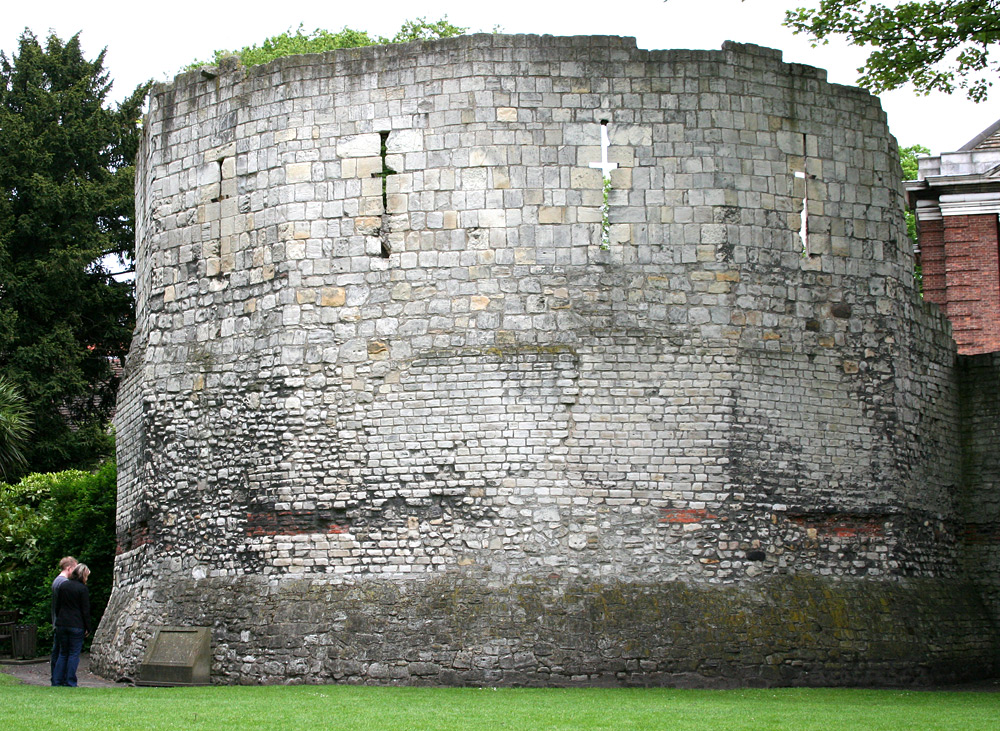
Reste eines Eckturmes des Legionslagers Eboracum

297 wurde Britannien von Constantius I. wieder in das römische Reich integriert. Als Constantius 306 auf einem Feldzug gegen die Pikten und Skoten in Eboracum starb, rief die Legio VI Victrix dessen Sohn Konstantin (306–337) am 25. Juli 306 zum Augustus (Oberkaiser) aus. Im frühen 4. Jahrhundert unternahm die Legion größere Umbauarbeiten an ihrem Hauptlager Eboracum. Befestigungen und Türmen wurden verstärkt und andere Gebäude wie die Principia instand gesetzt.
In der Spätantike wurde im ganzen Reich die militärische Administration von der zivilen getrennt und das Heer in Bewegungsheer (Comitatenses) und Grenztruppen (Limitanei) aufgeteilt. Den Oberbefehl über die Grenztruppen an der britischen Nordgrenze mit dem Hadrianswall hatte der Dux Britanniarum, dem nun auch der Praefectus legionis sextae unterstand. Interessanterweise scheint sie auch keine eigene Garnisonsfestung mehr gehabt zu haben. Man würde eigentlich erwarten, dass sie noch immer in York stationiert ist, wie es auch in den letzten Jahrhunderten so gewesen war; ihre Abwesenheit kann jedoch ein Hinweis darauf sein, dass die Legion möglicherweise gerade an einen anderen Standort verlegt wurde, noch während die Liste des dux Britanniarum in der Notita Dignitatum zusammengestellt wurde.
Möglicherweise steht die VI. aber auch in Zusammenhang mit den geheimnisvollen Primani iuniores unter dem Comes Britanniarum. Der Panegyriker Claudian berichtet, dass der weströmische magister militum Stilicho um 398/99 eine Offensive gegen Pikten und Skoten durchführen ließ, bevor man 401/402 erneut zahlreiche Einheiten des britannischen Feldheeres abzog, um Italien gegen die Westgoten zu sichern. Es wurde aber möglicherweise nicht nur die primani abgezogen, sondern Stilicho war wohl gezwungen, auch noch Verstärkungen aus den entferntesten Teilen des Reiches zusammenzuziehen, um Gallien, Illyrien und Italien zu verteidigen; es ist naheliegend, die Primani der scheinbar „obdachlosen“ Legio VI zuzuordnen. Nach Abgleich aller Informationen von Claudian über die Legio VI sieht es so aus, dass sie zusammen mit vielen anderen Limitanei, die zuerst noch unter dem Befehl des comes Britanniarum standen, diesem um 402 entzogen wurden und zusammen mit noch anderen Einheiten des dux Britanniarum und des comes Litoris Saxonici per Britanniarum anschließend gegen die Goten in llyricum und in Italien zum Einsatz kamen, während andere wiederum nach Gallien abgegeben werden mussten. Inschriften der VI. Legion lassen sich auf der Insel bis Anfang des 5. Jahrhunderts n. Chr. nachweisen. Möglicherweise wurde im nachrömischen Britannien durch ihre Veteranen noch eine Art Milizsystem aufrechterhalten, um die klaffende Lücke in der Verteidigung der Nordgrenze wenigstens ansatzweise wieder zu schließen.